# Alfred Schmidt (tegner)
 For alternative betydninger, se Alfred Schmidt. (Se også artikler, som begynder med Alfred Schmidt)
Alfred Michael Roedsted Schmidt (født 3. maj 1858 i Horsens; død 4. april 1938 i Hellerup) var en dansk tegner og maler.
Alfred Schmidt malede mest i sine unge år; senere blev han først og fremmest kendt som vittigheds- og karikaturtegner, men han lavede også reportagetegninger til Illustreret Tidende.
Fra 1880 tegnede han til Punch, fra 1889 til Blæksprutten, fra 1899 til Klods-Hans, som han var med til at grundlægge. Han er blevet kaldt portrætkarikaturens mester. Hans evne til at spidde morsomme situationer gjorde ham kendt og elsket i brede kredse.
Det var Alfred Schmidt der tegnede statsminister I.C. Christensen med en ræv bag øret. Den blev I.C.'s kendetegn.
Han har illustreret bøger som Christian Winthers Flugten til Amerika (1900) og Molbohistorier (folkeeventyr).

## Alfred Schmidts Legat
Alfred Schmidts legat tildeles dygtige tegnere.

## Galleri
| - Tegninger af Alfred Schmidt - Flugten til Amerika - forsideillustration, (1900) Christian Winther - Et eksempel på Alfred Schmidts tegnekunst - 1887. Molboerne undgår at lade hyrden træde kornet ned med sine store fødder, da storken skal jages væk. |